# فالشيرم-بانزرجرنادير 2 هيرمان جورينج

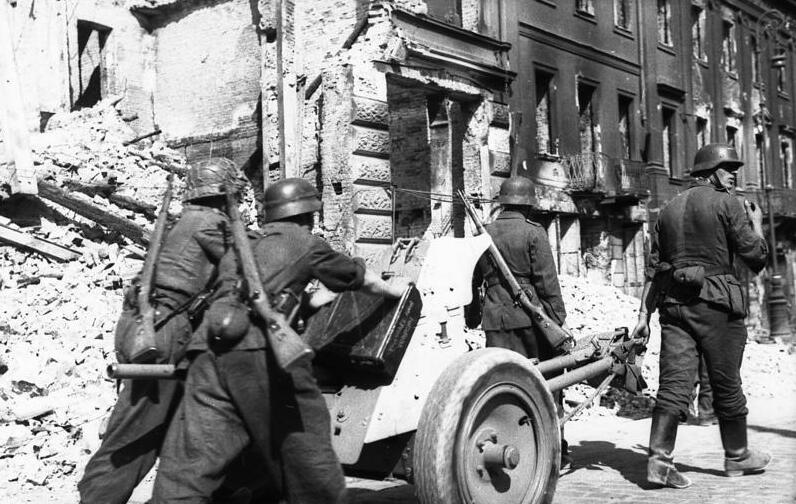

فولزجيرم-بانزرجرنادير 2 هيرمان جورينج فرقة مظلية ألمانية تشكلت في 24 سبتمبر 1944 في منطقة ردوم. وانضمت بعد ذلك إلى فرقة فولزجيرم بانزر 1 هيرمان جورينج لتشكيل فيلق فولزجيرم بانزر هيرمان جورينج. بعد قتال عنيف ضد الجيش السوفيتي في بروسيا وبوميرانيا وسيليزيا وساكسونيا، استسلم الفيلق للقوات السوفيتية في 8 مايو 1945. 

## التاريخ
تم تفعيل فرقة فولزجيرم-بانزركورب هيرمان جورينج في أوائل أكتوبر 1944، وتم نقل فرقة فولزجيرم-بانزرجرنادير 2 هيرمان جورينج ، إلى جانب فرقة بانزر شقيقة، هيرمان جورينج بانزر، إلى قيادة الفيلق. ثم تم نقل بانزركورب إلى منطقة شرق بروسيا - كورلاند لإيقاف الهجوم السوفيتي الذي عزل مجموعة الجيوش الشمالية في جيب كورلاند وكان يهدف الآن إلى الاستيلاء على شرق بروسيا. شارك بانزكورب في عمليات دفاعية عنيفة بالقرب من جومبينين، وعندما تلاشى الهجوم السوفيتي في أواخر نوفمبر، أقام بانزكوربس خطوط دفاعية ثابتة. 
وقع الهجوم السوفيتي الهائل فيستولا أودر على هيرمان جورينج بانزركورب في جيب هيليجينبيل مع بقية الجيش الرابع. في فبراير، وفرقة النخبة في هير Großdeutschland Panzergrenadier جرى ضمها إلى الفيلق. 
على الرغم من محاولات الاختراق العديدة ، اضطر بانزر كروبس إلى الإخلاء عن طريق البحر إلى سوينيموند في بوميرانيا. عند إنزاله، تم إلقاؤه مرة أخرى في القتال لدفاع عند خط أودر-نايسه ضد الهجمات السوفيتية حتى منتصف مارس. من أجل تعزيز قوة الفيلق، تم إلحاق فوج براندنبورغ بالوحدة. 
في إبريل، تم إرسال فلول فيلق البانزر هيرمان جورينج إلى سيليزيا، وفي خضم المعارك العنيفة أُعيد ببطء إلى ساكسونيا. في 22 أبريل، فرقة فولشيرشير - بانزر 1. كانت فرقة هيرمان جورينج أحد الفرقتين اللتين اخترقتا الحدود المشتركة بين الجيش البولندي الثاني ( الجيش الشعبي البولندي) والجيش السوفيتي 52، في عملية بالقرب من بوتسن، ودمرت أجزاء من قطارات الاتصالات واللوجستيات وألحقت أضرارًا بالغة بفرقة المشاة الخامسة البولندية (LWP) واللواء السادس عشر للدبابات قبل توقفهما بعد يومين.    
بحلول أوائل مايو، تم وضع فيلق البانزر بالقرب من مبنى سكسونيا في درسدن. بدأت بقايا الفيلق بمحاولات الخروج إلى الغرب، من أجل الاستسلام للأمريكيين الذين توقفوا حاليا في جبال الألب. على الرغم من محاولاتهم الشجاعة، فقد تم تطويق الفيلق، وعلى الرغم من أن عدة مجموعات صغيرة نجحت في الوصول إلى الغرب، فإن غالبية الفيلق استسلم للسوفييت في 8 مايو 1945. 

## ضباط القيادة
- اللواء إريك فالتر، 24 سبتمبر - نوفمبر 1944
- أوبرست فيلهلم سوث، نوفمبر 1944 - يناير 1945
- أوبرست جورج سيغرز ( الجيش )، فبراير - مارس 1945
- أوبرست هيلموث هوفنباخ، مارس 1945 - 27 مارس 1945
- اللواء إريك فالتر، مارس - مايو 1945